# Паузини, Лаура
Лаура Паузини (итал. Laura Pausini [pauˈziːni]; род. 16 мая 1974) — итальянская певица, неоднократная победительница международного конкурса Грэмми, и особенно Латинской Премии Грэмми. Родом из Италии, Лаура в основном популярна в странах Южной Европы и Средиземноморья, особенно Италии и Испании, а также в странах Латинской Америки. Она поёт на романских языках (итальянском, испанском, реже на французском и португальском языках), в её репертуаре имеются англоязычные и смешанные композиции. Любимый жанр певицы — поп, особенно лирические философские и любовные баллады, с примесью рока и изредка кантри. К марту 2009 года было продано свыше 45 млн её дисков по всему миру.

## Биография
Родилась 16 мая 1974 года в итальянском городе Фаэнца. Её отец был певцом, клавишником и басистом и мечтал о том, чтобы дочь стала певицей. Будучи подростком она стала выступать вместе с ним в барах и кафе, а в последний вечер 1986 года впервые появилась на сцене одна. В тот период она пела песни из репертуара Стрейзанд, Фицджеральд, Тернер, Лайзы Миннелли и Пиаф, но годам к 15 стала исполнять преимущественно итальянские песни.
В 1991 году она, по настоянию отца, приняла участие в музыкальном конкурсе в городе Кастрокаро, где на неё обратили внимание продюсеры Анджело Вальсильо и Марко Марати. Они предложили Лауре записать несколько песен, в том числе «La Solitudine», с которой девушка выступила на фестивале в Сан-Ремо в 1993 году и победила в конкурсе молодых исполнителей. В 1994 – заняла третье место уже в конкурсе известных певцов этого фестиваля с песней “Strani Amori“.
Компания Warner предложила ей контракт на запись пластинки, и вскоре появился её первый альбом «Laura Pausini», разошедшийся 2 миллионным тиражом.
Второй альбом вдвое превысил этот показатель — 4 миллиона копий в 37 странах мира, таков тираж диска «Laura», изданного двумя годами позже. По мнению издателей журнала Billboard, она стала одним из самых ярких прорывов года, лишь немного уступив Мэрайе Кэри.

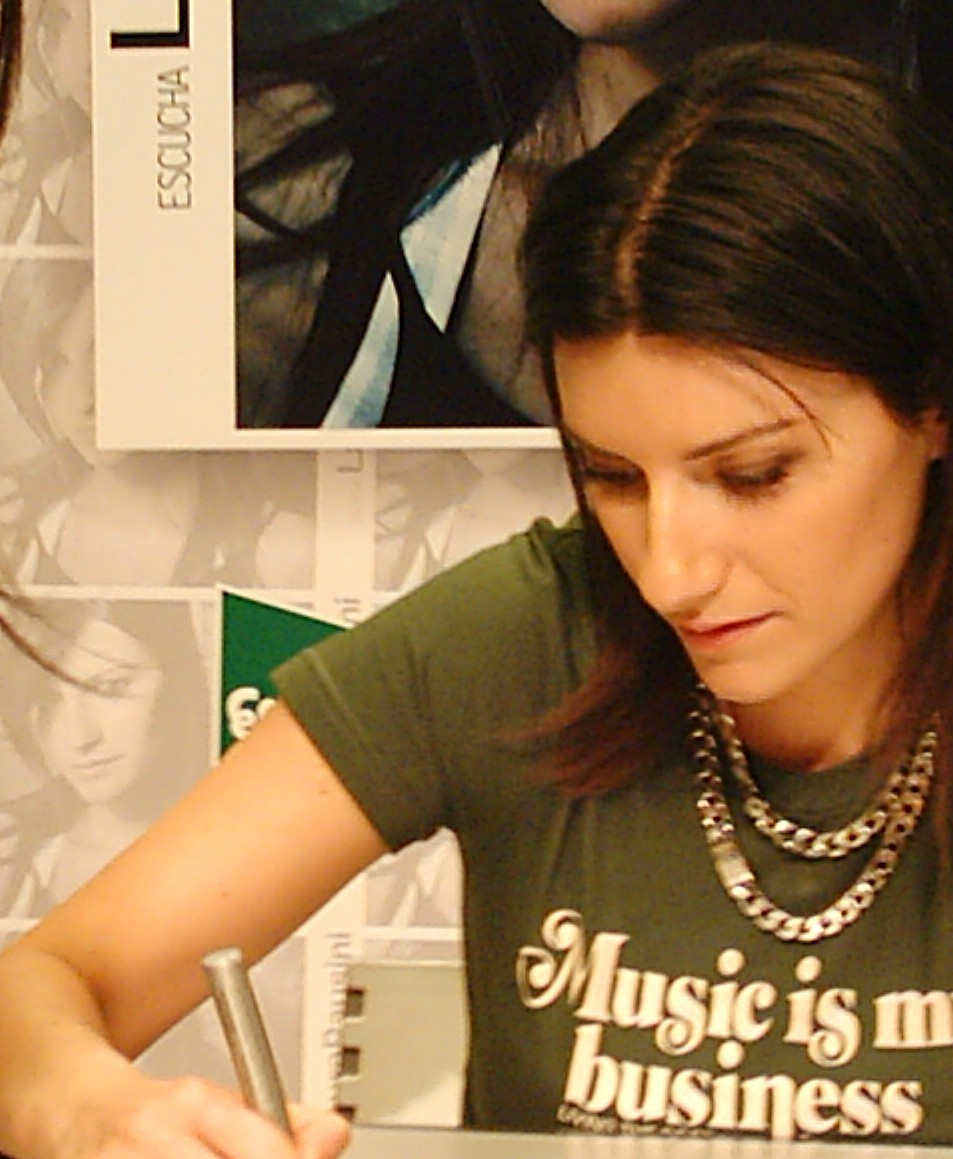
Лаура Паузини на презентации альбома Escucha в 2004 году

В 1995 году вышел испаноязычный альбом, представлявший собой выжимку из первых двух. Он разошёлся в Испании миллионным тиражом, ещё миллион был продан в других странах. Через год был записан альбом «Le cose che vivi», в работе над которым был задействован Лондонский симфонический оркестр. Диск был записан на итальянском и испанском со специальными бонусами на португальском для бразильского рынка. В том же году певица отправилась в первое международное турне.
Следующая пластинка вновь была выпущена в двух версиях — на испанском и итальянском языках. Она называлась «La mia Risposta» и продавалась в 50 странах мира. Одну из песен специально для неё написал Фил Коллинз.
Летом 1999 года она предприняла европейский тур, записала песню для саундтрека к картине «Послание в бутылке» и приняла участие в концерте «Паваротти и друзья» в Модене. Год спустя в продаже появился очередной её альбом «Tra te e il Mare», четырежды номинированный на Latin Grammy. К концу 2001 года было продано более 3 миллионов копий данного альбома. В июле 2002 года у неё вышел первый англоязычный альбом «From the Inside». Во время работы над диском в США, у певицы возникли разногласия с менеджментом звукозаписывающей компании «Atlantic Records». Главной причиной ссор был неправильный пиар альбома и халатное отношение к его продажам, которые заставили её расторгнуть контракт в США и вернуться в родную Италию. Тем не менее, первый сингл с альбома — «Surrender», получился очень успешным, а продажа диска превысила отметку в 700.000 копий. Весной 2004 года, она записала альбом «Resta in Ascolto», который вышел на итальянском и испанском языках. Альбом разошёлся тиражом в 1.000.000 копий и был номинирован на престижную премию «Грэмми» в 2005 году. В ноябре 2006 году она выпустила альбом «Io canto», который разошёлся тиражом в 2.350.000 копий. Одноимённый сингл с альбома держался на первых позициях в чартах Италии, Испании, Португалии, Греции и Бразилии в течение первых 3 недель.
В июне 2007 года певица дала концерт на Миланском Стадионе в поддержку альбома, выступление которой пришли посмотреть 70.000 жителей Италии. Затем состоялись концерты с программой Io canto в Европе и Латинской Америке. В октябре 2007 года, она выиграла статуэтку «Грэмми» в двух номинациях — «Лучшая Певица Года» и «Лучший Альбом Года».
Предположительно, в это же время вышел и её знаменитый дуэт «Dare to live» c Андреа Бочелли. С ним же она дала ряд выступлений в США, в январе 2008 года. В августе 2008 года певица выпустила дуэт под названием «Todo vuelve a Empezar». Дуэт, записанный с молодым пуэрториканским певцом Луисом Фонси, мгновенно возглавил чарты Италии и Испании. В ноябре 2008 году у неё вышел очередной сольный альбом под названием «Primavera In Anticipo», и на испанском «Primavera anticipada».

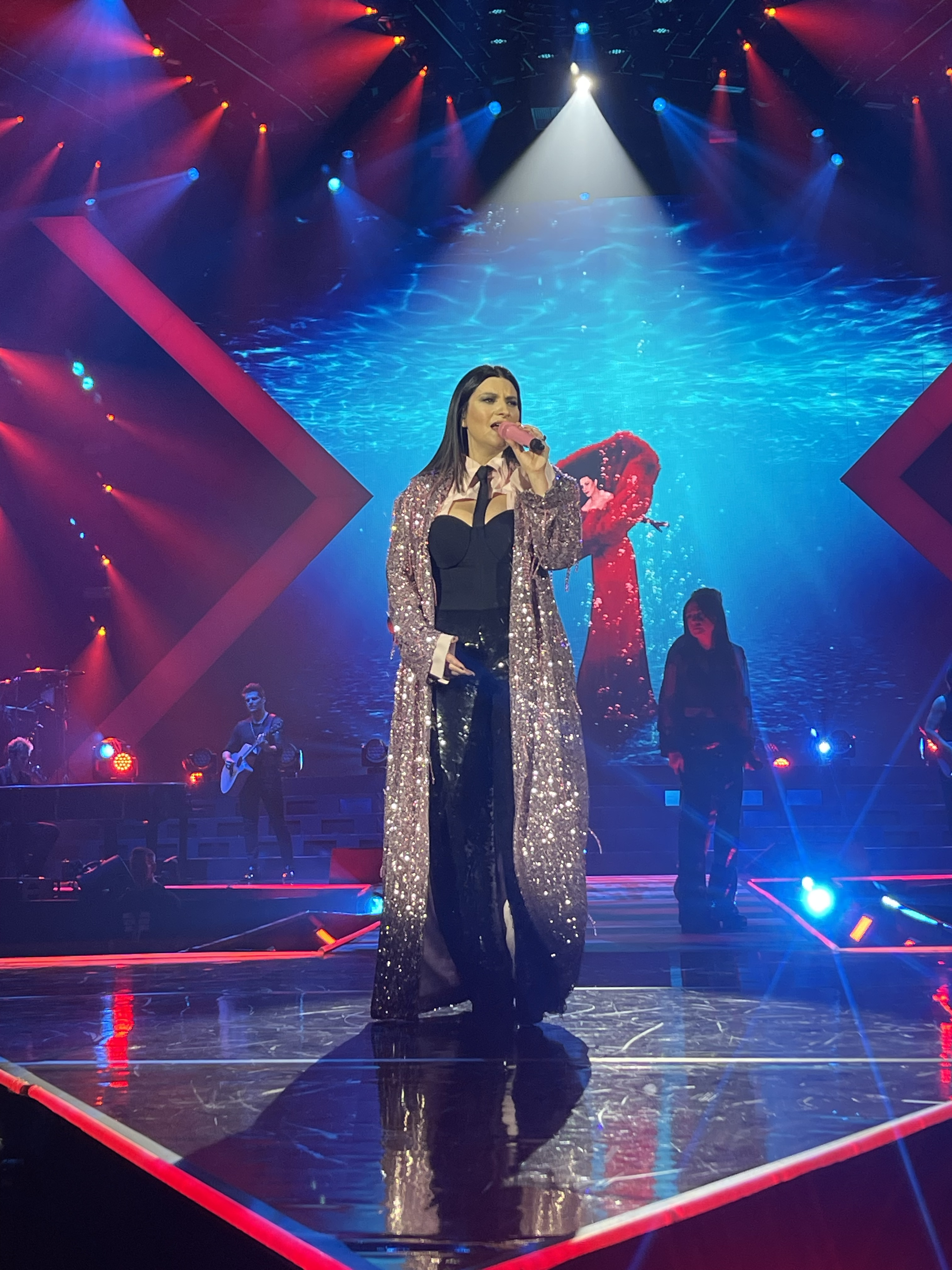
Лаура Паузини World Tour 2023

В поддержку музыкального диска «Primavera In Anticipo»/«Primavera anticipada» весной 2009 года стартовало новое турне певицы которое охватило Италию, несколько стран Европы и Скандинавии, США и Латинскую Америку. В ноябре 2009 итальянская певица получила 3-ю премию «Latin Grammy» за лучший женский альбом — «Primavera In Anticipo»/«Primavera anticipada». В то же время вышел лайв альбом певицы, который включил песни из её турне 2009 года.
15 января 2010 года певица объявила на своём официальном сайте о том, что она останавливает концертную деятельность до 2012 года. Причиной этого послужила нехватка времени на личную жизнь.
8 февраля она стала мамой. Она родила дочку, которую назвала Паолой.
В мае 2022 года, вместе с Александро Каттеланом и Микой была ведущей конкурса Евровидение 2022, проходившего в Турине.

## Дискография

### Альбомы на итальянском
- 1993 — Laura Pausini
- 1994 — Laura
- 1996 — Le cose che vivi
- 1998 — La mia risposta
- 2000 — Tra te e il mare
- 2001 — The best of Laura Pausini — E ritorno da te
- 2002 — From the inside
- 2004 — Resta in ascolto
- 2005 — Live in Paris 05
- 2006 — Io canto
- 2007 — San Siro 2007
- 2008 — Primavera In Anticipo
- 2011 — Inedito
- 2013 — 20 - The Greatest Hits
- 2015 — Simili

### Альбомы на испанском
- 1994 — Laura Pausini
- 1996 — Las cosas que vives
- 1998 — Mi respuesta
- 2000 — Entre tú y mil mares
- 2001 — Lo mejor de Laura Pausini — Volveré junto a ti
- 2004 — Resta in ascolto|Escucha
- 2006 — Yo canto
- 2008 — Primavera anticipada
- 2011 — Inédito
- 2015 — Similares

### Альбомы на английском
- 2002 — From the Inside

### Видеоклипы
- 1993: La solitudine / La soledad
- 1993: Non c'è / Se fue
- 1993: Perché non torna più
- 1994: Strani amori / Amores extraños
- 1994: Gente (на итальянском) / Gente (на испанском)
- 1996: Incancellabile / Inolvidable / Inesquecivel
- 1996: Le cose che vivi / Las cosas que vives
- 1997: Ascolta il tuo cuore / Escucha a tu corazón
- 1998: Un’emergenza d’amore / Emergencia de amor
- 1999: In assenza di te / En ausencia de ti
- 1999: La mia risposta / Mi respuesta
- 2000: Tra te e il mare / Entre tú y mil mares
- 2001: Il mio sbaglio più grande / Un error de los grandes
- 2001: Fidati di me / Fíate de mí
- 2001: Volevo dirti che ti amo / Quiero decirte que te amo
- 2001: E ritorno da te / Volveré junto a ti
- 2003: Una storia che vale / Dos historias iguales
- 2003: Surrender (американская версия)
- 2003: Surrender (европейская версия)
- 2003: I need love / De tu amor
- 2004: Resta in ascolto / Escucha atento
- 2004: Vivimi / Víveme
- 2004: Prendo te
- 2005: Come se non fosse stato mai amore / Como si no nos hubiéramos amado
- 2005: Benedetta passione / Bendecida pasión
- 2005: La prospettiva di me
- 2006: Io canto / Yo canto / Je chante (Io canto)
- 2007: Spaccacuore / Dispárame, dispara
- 2007: Non me lo so spiegare / No me lo puedo explicar (с Тициано Ферро)
- 2007: Destinazione paradiso
- 2007: Y mi banda toca el rock
- 2008: Invece no / En cambio no
- 2009: Primavera in anticipo / Primavera anticipada (It is my song) (с Джеймс Блантом)
- 2009: Un fatto ovvio / Un hecho obvio
- 2009: Con la musica alla radio / Con la música en la radio
- 2009: Non sono lei / Ella no soy
- 2010: Casomai / Menos mal
- 2011: Benvenuto / Bienvenido
- 2011: Non ho mai smesso / Jamás abandoné
- 2012: Bastava / Bastaba
- 2012: Mi tengo
- 2012: Le cose che non mi aspetto
- 2013: Limpido
- 2013: Se non te

### Саундтреки к сериалам
- 2005 Мачеха — вокальная партия

## Турне
- World Tour 1997
- World Tour 1999
- World Tour 2001—2002
- Special World Tour 2005
- San Siro 2007, Милан
- World Tour 2009
- Inedito World Tour 2011—2012

## Группа Лауры Паузини (2012)
- Эмилиано Басси (Emiliano Bassi) — ударные
- Маттэо Басси (Matteo Bassi) — бас-гитара
- Бруно Дзуккетти (Bruno Zucchetti) — пианино, синтезатор
- Паоло Карта (Paolo Carta) — гитара
- Никола Олива (Nicola Oliva) — гитара
- Роберта Грана (Roberta Granà) — бэк-вокал
- Моника Хилл (Monica Hill) — бэк-вокал
- Джанлуиджи фацио (Gianluigi Fazio) — бэк-вокал

танцоры:
- Стефано Бенедетти (Stefano Benedetti)
- Валентина Беретта (Valentina Beretta)
- Бруно Чентола (Bruno Centola)
- Санто Джульяно (Santo Giuliano)
- Лука Паолони (Luca Paoloni)
- Эрика Симонетти (Erika Simonetti)
- Тицьяна Витто (Tiziana Vitto)